# Ли, Уильям (епископ)
Уильям Ли (William Lee)  (2 декабря 1941 — 5 января 2024) — ирландский римско-католический прелат, епископ Уотерфорда и Лисмора с 1993 по 2013 год.
Родился в Ньюпорте, графство Типперэри, 2 декабря 1941 года, старший из пяти детей Джона и Делии Ли. Посещал начальную школу в Convent of Mercy Boys' National School и среднюю школу в Rockwell College. Учился на священника в колледже Святого Патрика в Мейнуте. 
Рукоположен в священники архиепархии Кашел-Эмли 19 июня 1966 года. Вернулся в колледж Святого Патрика в Мейнуте, где в 1969 году получил докторскую степень по каноническому праву. После этого служил в качестве викария в приходе Финглас-Уэст в Дублине, а затем уехал в Рим в 1971 году, чтобы пройти обучение по каноническому праву в Папском Григорианском университете.
Вернулся в Ирландию в 1972 году и был назначен профессором философии и казначеем в колледже Святого Патрика в Терлсе, а затем его президентом с 1987 по 1993 год. Также занимал должность директора Католического консультативного совета по бракам архиепархии Кашел-Эмли, а затем в Региональном суде по бракам Корка. 
Назначен епископом Уотерфорда и Лисмора папой Иоанном Павлом II 27 мая 1993 года. Был рукоположен 25 июля своим предшественником Майклом Расселом в соборе Пресвятой Троицы в Уотерфорде.
В 1998 году назначен епископальным секретарем Конференции Ирландских католических епископов. Также работал в Комиссии по духовенству, семинариям и призваниям, Комиссии по делам мирян и Департаменте епископов по планированию и коммуникациям Конференции Ирландских католических епископов.
1 октября 2013 года было объявлено, что несколькими неделями ранее Ли подал Папе Франциску прошение об отставке с епископского сана по медицинским показаниям и что оно было принято с немедленным вступлением в силу. 
Ли умер утром 5 января 2024 года в больнице Дангарвана, графство Уотерфорд, в возрасте 82 лет. Похоронен на территории  собора Пресвятой Троицы в Уотерфорде.